# Colère froide (film, 1960)
Pour plus de détails, voir Fiche technique et Distribution.
Colère froide est un film français réalisé par André Haguet et Jean-Paul Sassy, sorti en 1960.

## Fiche technique
- Titre : Colère froide
- Réalisation : André Haguet avec la collaboration de Jean-Paul Sassy
- Scénario : André Haguet et André Legrand
- Dialogues : André Haguet, Jean-Paul Sassy et Claude Sautet
- Photographie : Lucien Joulin
- Son : Jacques Gallois
- Décors : Roland Quignon
- Musique : Marcel Stern
- Montage : Maurice Serein
- Société de production : Compagnie Générale Cinématographique - Florida Films
- Pays d'origine :  France
- Genre : Policier
- Durée : 95 minutes
- Date de sortie : 
  - France - 24 juin 1960

## Distribution
- Estella Blain : Catherine
- Harold Kay : Roland
- Pierre-Jean Vaillard : Girardier
- Jean-Marie Fertey : Alex
- Liliane Brousse : Georgina
- Pierre Fromont : Lambert